# Colias nastes
Colias nastes — вид денних метеликів родини біланових (Pieridae). Поширений в холодних регіонах північної півкулі.

## Поширення
Вид поширений в Північній Америці (Аляска, Канада, Гренландія, Скелясті гори), Північній Азії (Чукотка, Сибір, Алтайські гори, Китай, Монголія, Казахстан) та Північній Європі (на півночі Норвегії і Швеції, зрідка у Фінляндії).

## Опис
Розмах крил 31-45 мм. Крила темно-сіро-зелені з сіро-чорними краями та червоною бахромою. Самиці жовтіша і має чіткі жовтуваті підкраєві плями на обох крилах. Нижня поверхня переднього крила брудно-білувата, з зеленувато-жовтими лусочками, рожево-червоні бахроми помітні, заднє крило жовтувато-зелене, по краю світліше, біла серединна пляма облямована червоним і дистально від неї розташована розсіяна червона пляма, рожево-червоні бахроми ширші, ніж на передньому крилі. Самиця має дещо світлішу нижню поверхню, а на передньому крилі кілька маленьких чорних підкраєвих плям.

## Екологія
Імаго літає з травня по серпень залежно від місця розташування. Личинки живляться різними видами Astragalus.

## Підвиди
- C. n. nastes Алтай, Саяни, Чукотський півострів, Аляска, Гренландія, Лабрадор.
- C. n. aliaska O. Bang-Haas, 1927 Аляска, Канада.
- C. n. dezhnevi Korshunov, 1996 Чукотка.
- C. n. dioni Verhulst, 1999 Канада (Альберта).
- C. n. jakutica Kurentzov, 1970 Якутія.
- C. n. moina Strecker, 1880 Канада (Північно-Західні території, Манітоба).
- C. n. streckeri Grum-Grshimailo, 1895 Канада (Альберта, Британська Колумбія), Вашингтон, Монтана.
- C. n. zemblica Verity, 1911 Нова Земля.
- C. n. cocandicides Verity, 1911
- C. n. ferrisi Verhulst, 2004 Аляска.
- C. n. mongola Alpheraky, 1897 Алтайські гори